# Harrisonia perforata
Harrisonia perforata là một loài thực vật có hoa trong họ Cửu lý hương. Loài này được (Blanco) Merr. mô tả khoa học đầu tiên năm 1912.